# Daniel Charles

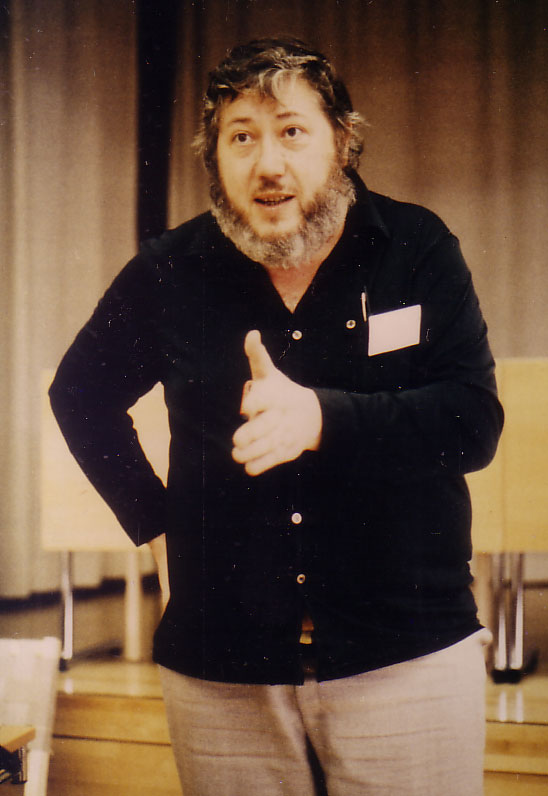
Daniel Charles 1992

Daniel Charles (* 25. November 1935 in Oran, Französisch-Nordafrika; † 21. August 2008 in Antibes/Provence-Alpes-Côte d’Azur) war ein französischer Philosoph und Musikwissenschaftler.

## Leben
Charles studierte am Pariser Konservatorium bei Olivier Messiaen und erhielt dort 1956 einen Ersten Preis für seine Arbeit Structures cinétiques dans le poème «Un coup de dés jamais n’abolira le hasard» de Stéphane Mallarmé. 1956 erhielt er an der Sorbonne ein Diplom in Philosophie (Ästhetik bei Étienne Souriau) und 1977 einen Doktorgrad mit der Arbeit Les nouvelles musiques et la question du temps unter der Leitung von Mikel Dufrenne. Von 1956 bis 1958 war er Mitglied der Groupe de recherches de musique expérimentale de la Radiodiffusion Française unter der Leitung von Pierre Schaeffer; bei den Darmstädter Ferienkursen war er Schüler von Pierre Boulez und Karlheinz Stockhausen zusammen. In Brüssel lernte er 1958 John Cage kennen, der entscheidend für die Entwicklung seines musikalischen Denkens und seiner Philosophie war; mit ihm verfasste er Pour les Oiseaux.
Von 1964 bis 1966 war Charles Assistent für Ästhetik an der Fakultät für Literatur an der Universität Aix-Marseille, danach unterrichtete er bis an der Literaturfakultät der Universität Paris-Nanterre allgemeine Philosophie und Philosophiegeschichte mit dem Schwerpunkt Ästhetik. 1969 gründete er an der Universität Paris VIII das Musikdepartment, das er bis 1989 leitete. Nach seiner Dissertation 1977 erhielt er eine Professur an der Universität. Daneben lehrte er von 1970 bis 1980 allgemeine Ästhetik an der Universität Paris IV. 1989 wechselte er an die Universität Nizza Sophia-Antipolis, wo er bis 1999 unterrichtete.

## Schriften
- Pour les Oiseaux (Entretiens avec John Cage), Paris 1976, 2002 (in englischer, deutscher, spanischer, italienischer und japanischer Übersetzung erschienen)
- Le temps de la voix, Paris 1978
- Gloses sur John Cage, Paris 1978, 2002 (in japanischer Übersetzung erschienen)
- John Cage oder Musik ist los, Berlin 1984
- John Cage: Für die Vögel : Gespräche mit Daniel Charles. Berlin 1984 (Übersetzung aus dem Französischen; auch auf Englisch erschienen)
- Poetik der Gleichzeitigkeit, Bern 1987
- Zeitspielräume, 1989
- Musketaquid, Musik und Transzendantalismus, Berlin 1994
- Musiques nomades, Paris 1998
- La fiction de la postmodernité selon l’esprit de la musique Paris 2001